# Малые противолодочные корабли проекта 1331-М
Малые противолодочные корабли проекта 133.1 (1331М) — серия малых противолодочных кораблей производства ГДР, г. Вольгаст, судостроительной верфи «Peene-Werft».
Относятся к кораблям 3-го ранга.

## История создания
Разрабатывались в ГДР специалистами Зеленодольского судостроительного завода, главным наблюдающим от ВМФ по проекту был назначен капитан 2 ранга О. К. Коробков. Для ВМФ ГДР, построено 16 кораблей (в Германии проект 133.1, тип «Parchim»), головной МПК вступил в строй в 1981 году. В 1992 году все корабли проекта 133.1 проданы Индонезии. Для ВМФ СССР строились по проекту 1331М, после распада СССР все корабли перешли в состав ВМФ России. Модернизированный вариант отличался обновлённым артиллерийским, гидроакустическим и радиотехническим вооружением.
Проект 133.1 разработан на базе МПК проекта 1124 «Альбатрос» в Германской Демократической Республике (ГДР) с помощью специалистов Зеленодольского судостроительного завода для ВМФ Национальной Народной армии ГДР и стран Организации Варшавского договора, а также для продажи на экспорт.
ТТХ:
Габаритные размеры — 75,2х9,8х2,85 м
Максимальная скорость хода — 24 узла
Дальность плавания — 2250 миль на 12 узлах
Автономность плавания — 7 суток
Экипаж — 57 человек
РЛС общего обнаружения — МР-302 «Рубка»
Вооружение — 1х2 57 мм АК-725, 1х2 30 мм АК-230, 4х1 400 мм ТА
Проект 1331М спроектированы в Германской Демократической Республике при технической помощи Зеленодольского ПКБ для ВМФ СССР, данный проект является развитием проекта 133.1 и отличается от него составом вооружения и навигационным оборудованием.

## Назначение
Малые противолодочные корабли проекта 1331 предназначались для поиска и уничтожения быстроходных подводных лодок противника, охраны водных районов (в прибрежной и ближней морской зоне), охранения боевых кораблей и конвоев от них, а также несения дозорной службы.

## Описание конструкции

### Корпус
Корпус корабля стальной, гладкопалубный, с седловатостью в носовой части и уширенной, занимающей всю ширину корпуса, носовой надстройкой. Корабль строился по продольной системе набора и имел верхнюю и нижнюю палубы, платформу, трюм и второе дно. Носовая и кормовая надстройки, внутренние выгородки и часть фундаментов выполнялись из алюминиево-магниевых сплавов, для снижения водоизмещения. Рангоут представлен четырёхногой фок-мачтой и башнеподобной грот-мачтой квадратного сечения из лёгких сплавов.
На кораблях устанавливались системы круглогодичного охлаждения и кондиционирования воздуха в жилых, служебных помещениях и на боевых постах, что позволяло поддерживать в помещениях кораблей нормальную температуру, влажность, чистоту и сменяемость воздуха. Корабли также оборудованы системой обогрева помещений и вентиляции, системами аварийного охлаждения главных двигателей и подачи забортной воды, системами хозяйственных паропроводов и системой пресной воды. Корабли отличались исключительно хорошим качеством постройки, добротностью и надёжностью техники.
Непотопляемость корабля обеспечивалась делением корпуса водонепроницаемыми переборками на 10 отсеков. По расчётам корабль должен оставаться на плаву при затоплении любых двух отсеков, при этом начальная метацентрическая высота и надводный борт сохраняются положительными.

### Энергетическая установка и ходовые качества
Главная энергетическая установка механическая, трёхвальная, с тремя дизельными двигателями М-504А по 4 750 л. с. каждый, которые работали через реверс-редукторы на три трёхлопастных винта фиксированного шага (ФШ). Двигатель М-504А с частотой вращения 1 950 об/мин. и частотой вращения фланца отбора мощности 522 об/мин. имел ресурс до первой полной переборки в 3 500 часов и массу не более 7,5 тонны. Управление главными двигателями производится с пульта управления с помощью системы автоматизированного дистанционного управления. Полная маршевая скорость корабля под тремя дизелями составляла 24,5 узла.
Электроэнергетическая система переменного тока 380 В, 50 Гц получала питание от трёх дизель-генераторов ДГ-300 (на некoторых кораблях данного проекта установлены дизель-генераторы ЯМЗ V-12) мощностью по 300 кВт. Распределение электроэнергии осуществлялось через 2 главных распределительных щита.

## Производство
ВМФ ГДР — построено 16 малых противолодочных кораблей проект 133.1. С 1984 года числились кораблями береговой обороны. В 1992 году все корабли проданы Индонезии, где числятся корветами.
ВМФ СССР — построено 12 малых противолодочных кораблей проект 1331М.
Цвета таблицы:

 Белый — не достроен или утилизирован не спущенным на воду
 Зелёный  — действующий в составе ВМФ России
 Жёлтый  — действующий в составе иностранных ВМС или как гражданское судно
 Синий  — находится в ремонте или на модернизации
 Красный  — списан, утилизирован или потерян
| Заводской номер — Наименование | Заложен    | Спущен на воду | Вступил в строй | Примечание                          |
| ------------------------------ | ---------- | -------------- | --------------- | ----------------------------------- |
| № 373 — МПК-192                | 26.02.1985 | 29.08.1985     | 19.12.1986      | с 28.01.2011 — «Уренгой»            |
| № 374 — МПК-205                | 04.01.1985 | 28.12.1985     | 28.04.1986      | с 10.02.1998 — «Казанец»            |
| № 375 — МПК-67                 | 28.03.1985 | 19.04.1986     | 30.06.1987      |                                     |
| № 376 — МПК-99                 | 25.06.1985 | 12.08.1986     | 28.12.1987      | с 28.10.2004 — «Зеленодольск»       |
| № 377 — МПК-105                | 30.12.1985 | 20.11.1986     | 16.03.1988      |                                     |
| № 378 — МПК-213                | 08.04.1986 | 28.02.1987     | 29.07.1988      |                                     |
| № 379 — МПК-216                | 22.06.1986 | 25.06.1987     | 30.09.1988      |                                     |
| № 380 — МПК-219                | 07.11.1986 | 30.09.1987     | 23.12.1988      |                                     |
| № 381 — МПК-224                | 28.02.1987 | 30.03.1988     | 31.03.1989      | с 05.03.2005 — «Алексин»            |
| № 382 — МПК-227                | 02.09.1987 | 16.08.1988     | 29.06.1989      | с 25.05.2015 — «Кабардино-Балкария» |
| № 383 — МПК-228                | 20.11.1987 | 31.10.1988     | 26.09.1989      | с 02.09.1999 — «Башкортостан»       |
| № 384 — МПК-229                | 23.02.1988 | 30.01.1989     | 06.04.1990      | с 19.04.1996 — «Калмыкия»           |

## Служба
Все корабли были зачислены в Балтийский флот (МПК-67; МПК-99; МПК-105; МПК-192; МПК-205; МПК-213; МПК-216; МПК-219; МПК-224; МПК-227; МПК-228; МПК-229)
07 февраля 2007 года на МПК «Башкортостан» (228) произошёл пожар высшей категории сложности, от которого сильно пострадала носовая надстройка корабля.
23 сентября 2020 г МПК «Казанец» (205) столкнулся с гражданским контейнеровозом в проливе Эресунн.
Бортовые номера:
МПК-67 — 03 (1987); 233 (1987); 242 (1990); 301 (1997)
МПК-99 — 04 (1987); 255 (1990); 308 (1998); «Зеленодольск» (2004)
МПК-105 — 05 (1988); 245 (1990)
МПК-192 — 01 (1986); 262 (1987); 247 (1990); 304 (2000); «Уренгой» (2011)
МПК-205 — 02 (1986); 223 (1990); 311 (1998); «Казанец» (1998)
МПК-213 — 06 (1988); 222 (1990); 226 (1996)
МПК-216 — 07 (1988); 258 (2000)
МПК-219 — 08 (1988); 209 (1990)
МПК-224 — 09 (1989); 218 (1990); «Алексин» (2005)
МПК-227 — 10 (1989); 243 (1990); «Кабардино-Балкария» (2015)
МПК-228 — 11 (1989); 244 (1990); «Башкортостан» (1999). Порезан на металл в ноябре 2015 года
МПК-229 — 12 (1989); 232 (1990); «Калмыкия» (1996)

## Списание
МПК-219 — 10 апреля 2002 года
МПК-213 — 28 мая 2004 года
МПК-67 — 22 июня 2005 года
МПК-216 — 22 июня 2005 года
МПК-228 — в мае 2010 года. Порезан на металл в ноябре 2015 года
МПК-105 — в 2014 году